# 沃德桑库尔
沃德桑库尔（法語：Vaudesincourt，法語發音：[vod(ə)zɛ̃kuʁ]）是法国马恩省的一个市镇，属于兰斯区。

## 地理
沃德桑库尔（49°13'17"N, 4°24'23"E）面积12.64 平方千米，位于法国大東部大區马恩省，该省份为法国东北部内陆省份，北起阿登省，西北接埃纳省，西南接塞纳-马恩省，南至奥布省，东南接上马恩省，东临默兹省。
与沃德桑库尔接壤的市镇（或旧市镇、城区）包括：欧贝里沃、栋特里安、普罗讷、圣马丹勒勒、皮河畔圣苏普莱。

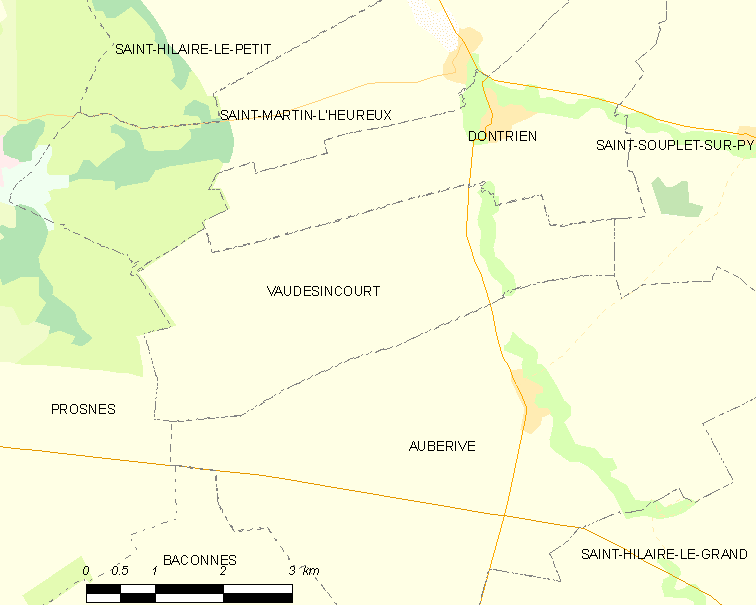
沃德桑库尔的OSM定位图

沃德桑库尔的时区为UTC+01:00、UTC+02:00（夏令时）。

## 行政
沃德桑库尔的邮政编码为51600，INSEE市镇编码为51600。

## 政治
沃德桑库尔所属的省级选区为穆尔默隆-韦勒-香槟山县。

## 人口

1962-2008年间沃德桑库尔人口变化图示

沃德桑库尔于2022年1月1日时的人口数量为106人。